# Transpiración

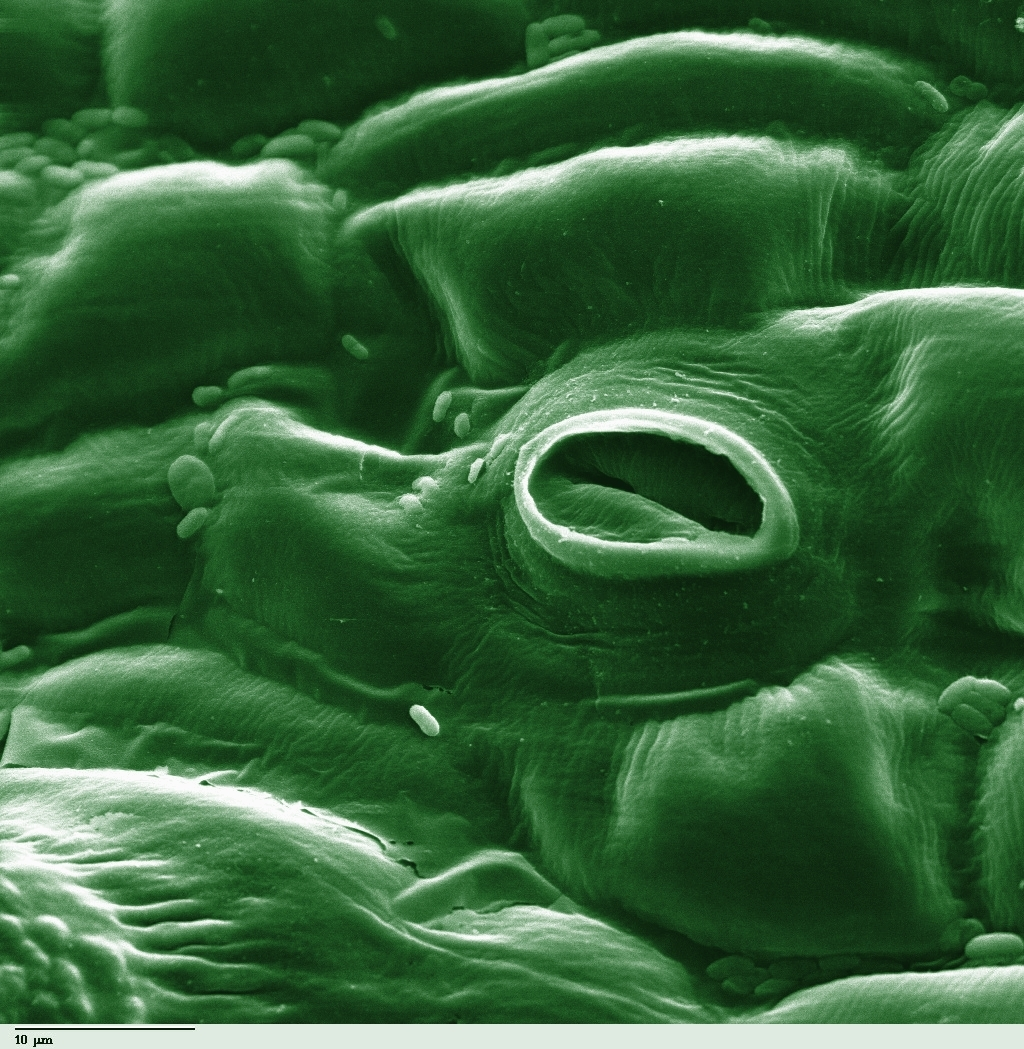
Los estomas permiten el control de la transpiración vegetal.

La transpiración es la evaporación de agua en la superficie de los organismos que viven en tierra firme. Tanto las plantas terrestres, como los hongos, y animales terrestres, transpiran. En este proceso se registra la secreción de sustancias líquidas sobre la piel.
La evaporación de esas sustancias ayuda a refrescar al organismo y a reducir el incremento de
la temperatura interna.
En animales, la transpiración ocurre por la superficie de la piel. En muchos mamíferos la evaporación del sudor es la base de la refrigeración corporal, uno de los procesos que permiten regular la temperatura, sobre todo en ambientes cálidos o en momentos de alta actividad física. La transpiración es un proceso fisiológico que está controlado principalmente por el sistema nervioso. Cuando en los seres humanos es excesiva, se conoce médicamente como diaforesis.
Uno de los pocos mamíferos que no posee poros en la piel que le permitan la transpiración es el perro, que tiene que evaporar el agua de su lengua y empieza a jadear para facilitarlo. Otro caso es el del cerdo, que posee glándulas sudoríparas y  que lo hacen sudar como cerdo y de ahí el dicho estoy sudando como cerdo y el exceso de calor y conservar su temperatura en un valor adecuado, se refresca revolcándose sobre el lodo o el agua disponible. 
En los humanos el exceso de transpiración, puede ser un problema médico (hiperhidrosis).
En las plantas, el agua llega en gran cantidad a las hojas, absorbida por las raíces, pero de la misma, solo una pequeña parte se utiliza en la fotosíntesis. El resto, pasa al exterior en forma de vapor, proceso conocido como transpiración vegetal. Sin la evaporación constante de agua se detendría la circulación ascendente de la savia bruta, y la planta no recibiría los nutrientes minerales que se encuentran en el suelo.

## Control
La evolución de organismos capaces de desarrollarse fuera del agua, que ocurrió en varias líneas evolutivas hace unos 400 millones de años, implicó la aparición de mecanismos que limitan y controlan la transpiración, como tegumentos más o menos impermeables, y otros que facilitan la recuperación de agua y su distribución a los tejidos. Entre los animales estas habilidades evolucionaron independientemente en unas pocas ramas: los vertebrados terrestres, especialmente los amniotas, los hexápodos, los miriápodos y los arácnidos. Otros grupos de animales, como los caracoles terrestres o algunos crustáceos isópodos, presentan una adaptación solo parcial, conservando pieles húmedas, y requieren ambientes saturados de humedad. En las plantas vasculares la transpiración es un proceso fundamental para la nutrición, porque el ascenso de la savia bruta se produce por aspiración, gracias al gradiente de hidratación que produce la transpiración en las hojas. En las plantas las células evaporan agua a las cavidades llenas de aire que se encuentran entre ellas en los tejidos adultos, y pasan al ambiente gracias a los estomas, órganos de su epidermis que se abren de forma controlada.